# Radioakademin
Radioakademin är en intresseorganisation för företag och organisationer som verkar inom etermediebranschen i Sverige.
Radioakademin delar årligen ut Stora radiopriset och deltar i arrangemangen kring Radiodagen och Radiogalan.